# Zajasovnik, Vransko
Zajasovnik este o localitate din comuna Vransko, Slovenia, cu o populație de 43 de locuitori.